# Роуд Дог
Брайън Джирард „Би Джи“ Джеймс (на английски: Brian Girard James; роден на 20 май, 1969 г.) е американски професионален кечист и бивш американски пехотинец.
Работи за WWF/WWE като агент, от време на време е кечист, а понякога е и коментатор в шоуто на Зак Райдър Are You Serious?.
- Прякори
  - Истинският Двоен Джей
  - Трейлър Парк Гангстер
  - Би-Джизъл

- Интро песни
  - Oh, You Didn't Know? By Jim Johnston (1997 – 2000, 2011-момента)
  - Break It Down By The DX Band And Chris Warren (1998 – 1999, 2012)
  - Gettin' Rowdy By Ron Killings And Brian James (2000)
  - Nobody Moves By Dale Oliver (2006)
  - In My House By Dale Oliver (2006 – 2008)
  - Bad Jam By Dale Oliver (2008 – 2009)

## Завършващи движения
- Pumphandle Falling Powerslam
- Pumphandle Drop
- Leapfrog Body Guillotine
- Shake, Rattle And Roll (Three Left-Handed Jabs Followed By A Right-Handed Punch, With Theatrics)
- Running Knee Drop, With Theatrics
- Piledriver
- DDT

## Титли и отличия
- Про Kеч (Pro Wrestling Illustrated)
  - PWI Отбор на годината (1998) – с Били Гън
  - PWI го класира #46 от 500-те най-добри кечисти в PWI 500 през 1999 г.
  - PWI ги класира #43 от 500-те най-добри отбори в PWI 500 през 2003 г.  – с Били Гън

- Catch Wrestling Association
  - CWA World Tag Team Championship (1 път) – с Канънбал Гризли

- Millennium Wrestling Federation
  - MWF Tag Team Championship (1 път) – с Биу Дъглас

- Maryland Championship Wrestling
  - MCW Tag Team Championship (1 път) – с Кип Джеймс

- NWA Wisconsin/All-Star Championship Wrestling
  - NWA Wisconsin/ACW Tag Team Championship (1 път) – с Дисфънкшън

- NWA Wrestle Birmingham
  - NWA Alabama Heavyweight Championship (2 пъти)

- TWA Powerhouse
  - TWA Tag Team Championship (1 път) – с Били Гън

- United States Wrestling Association
  - USWA World Tag Team Championship (2 пъти) – с Трейси Смутърс
  - USWA Television Championship (2 пъти)
  - USWA Heavyweight Championship (1 път)

- World Wrestling All-Stars
  - WWA World Heavyweight Championship (1 път)

- Wrestling Observer Newsletter Awards
  - Най-Лош Гимик (1996) – като Истинският Двоен Джей (имитира Джеф Джарет)

- Total Nonstop Action Wrestling
  - NWA World Tag Team Championship (2 пъти) – с Рон Килингс и Конан

- Други Титли
  - CWF World Heavyweight Championship (1 път)

- World Wrestling Federation
  - WWF World Tag Team Championship (5 пъти) – с Били Гън
  - WWF Hardcore Championship (1 път)
  - WWF Intercontinental Championship (1 път)